# Anna Jäger (Sängerin)
Anna Jäger, verheiratete Anna Scheff (18. Jänner 1862 in Wien – 7. Februar 1937 in Frankfurt am Main), war eine österreichisch-deutsche Opernsängerin (Sopran).

## Leben
Anna Jäger war die Tochter eines Bankbeamten, eines hochmusikalischen Mannes, welcher leider von seinen Eltern nicht zum Sänger ausgebildet wurde (ohne eine Note zu kennen spielte er tadellos Violine und seine schöne Baritonstimme fand ungeteilte Anerkennung). Von ihm hatte Jäger ihren musikalischen Sinn geerbt, der sich noch im hohen Grade in ihrer Tochter Fritzi Scheff wiederfand.
Noch nicht sieben Jahre alt, besuchte sie, da sich ihre schöne Stimme frühzeitig bemerkbar machte, eine größere Gesangschule und hat schon als Kind in der Kirche gesungen.
In ihrem fünfzehnten Lebensjahre entschloss man sich, sie für die Bühne ausbilden zu lassen. Sie nahm Stunden bei Adele Passy-Cornet. Während dieser Zeit wurde sie mit erst 17 Mutter, ihre Tochter wurde am 30. August 1879 geboren. Bereits 1883 konnte sie ihr erstes Engagement in Graz antreten. 1885 kam sie nach Nürnberg und von dort an das Opernhaus Frankfurt, nachdem sie sechs Wochen als Gast am k.k. Hofoperntheater in Wien gewirkt hatte. Jäger, welche als Opernsoubrette ihre Bühnenlaufbahn begann, aber dann ins jugendlich-dramatische Fach übergegangen ist, besaß einen weichen, runden, jeder inneren Regung sich anschmiegenden, klangreichen Sopran.
Nicht selten konnte man Mutter und Tochter gemeinsam singen hören, Hans von Bülow war ihr großer Förderer. Jäger war eine vorzügliche Wagnerinterpretin.
Von 1897 bis 1904 wirkte sie am Hoftheater in München und ging dann nach Amerika, wo sie ab 1904 zu den gefeiertsten Operettenkünstlerinnen zählte.
Sie starb 1937 in Frankfurt am Main.